# Kajikia albida
Il marlin bianco (Kajikia albida (Poey, 1860)), nome commerciale marlin, è un grosso pesce di mare della famiglia Istiophoridae, raro nei mari italiani.

## Distribuzione e habitat
È diffuso in tutto l'Oceano Atlantico tropicale e subtropicale da cui sconfina nel mar Mediterraneo occidentale dove è apparentemente raro.
È un pesce pelagico la cui biologia è molto simile a quella dell'aguglia imperiale.

## Descrizione
Molto simile all'aguglia imperiale da cui si distingue principalmente per:
- rostro più lungo
- lobo della pinna dorsale arrotondato
- pinne pettorali molto più lunghe
- dorso blu- verdastro con ventre bianco e fianchi argentei brillanti, la demarcazione fra le due colorazioni è sfumata e sui fianchi sono presenti numerose striature verticali di colore da lilla ad azzurro
- la pinna dorsale è azzurro vivo con macchie scure.

Raggiunge 3 metri di lunghezza.

## Biologia

### Alimentazione
Basata su pesci e cefalopodi pelagici.

### Parassiti
Può presentare un copepode parassita, Gloiopotes ornatus.

## Pesca
Simile a quella dell'aguglia imperiale.